# Magalhães Barata
Magalhães Barata là một đô thị thuộc bang Pará, Brasil. Đô thị này có diện tích 324,788 km², dân số năm 2007 là 7961 người, mật độ 24,5 người/km².